# Пугвин Мыс
Пугвин Мыс — посёлок в Гайнском районе Пермского края. Входит в состав Сёйвинского сельского поселения. Располагается западнее районного центра, посёлка Гайны. Расстояние до районного центра составляет 45 км. По данным Всероссийской переписи населения 2010 года, в посёлке проживало 64 человека (31 мужчина и 33 женщины).

## История
По данным на 1 июля 1963 года, в посёлке проживало 347 человек. Населённый пункт входил в состав Плесинского сельсовета.